# Blasted
Blasted è la prima opera teatrale della drammaturga britannica Sarah Kane. Messa in scena a Londra nel gennaio del 1995, per la regia di James Macdonald, nella piccola sala da 65 posti del Royal Court, l’Upstairs Theatre, solitamente dedicata agli autori esordienti, ricevette un giudizio quasi unanimemente negativo da parte della critica.

## Trama
(Sarah Kane, Dannati, p. 22)
Blasted è ambientato a Leeds in una costosa camera d'albergo, in cui si incontrano Ian, un giornalista scandalistico di mezza età, alcolizzato e malato terminale, e Cate, una giovane con deficit intellettivo e sofferente di crisi di epilessia, con cui l'uomo ha avviato anni prima una relazione, quando lei era ancora un'adolescente. 
Nelle prime scene, le personalità dei due risultano opposte: Ian ha un carattere violento, impetuoso, è dominato dalla brama sessuale, sfoggia con orgoglio la sua omofobia e xenofobia, porta una pistola nella fondina sotto l'ascella e le sue frasi abbozzate lasciano intuire che è coinvolto in affari poco chiari; Cate ha difficoltà ad esprimersi, balbetta, è priva di una vita autonoma, convive con la madre e il fratello disabile, esprime ingenuità, spensieratezza e vulnerabilità: mentre si trova nella stanza d'albergo, cade due volte in preda a convulsioni, durante le quali perde la cognizione della realtà.
Ian, utilizzando varie strategie, alternando insulti e lusinghe, cerca di indurre Cate a fare sesso con lui, ma la ragazza non accetta; alle dichiarazioni d'amore dell'uomo, risponde affermando di non amarlo, di avere un fidanzato e di aver accettato quell'incontro solo perché lo ha visto infelice. Dopo che Ian la stupra, Cate la mattina successiva decide di andarsene, non prima di assumere atteggiamenti mutevoli e contraddittori nei suoi confronti - di preoccupazione per la sua salute, ma anche di violenza e di rabbia - insultandolo, picchiandolo, praticandogli una fellatio conclusa infliggendogli un morso al pene.
Nel momento in cui Cate va in bagno, lasciando Ian solo nella stanza, entra un soldato armato e di lì a poco la camera d'albergo viene colpita da una bomba che ne sfonda il muro. Il soldato, con una pistola puntata alla tempia di Ian, gli racconta le atrocità cui ha assistito e preso parte durante la guerra: gli stupri, gli omicidi, le violenze di cui si è reso responsabile, che giustifica attraverso il racconto della morte della sua ragazza, torturata e uccisa da un soldato nemico dopo essere stata sottoposta a indicibili crudeltà. Poi rende Ian la sua vittima, lo sodomizza, lo acceca succhiandogli gli occhi. 
Nella scena successiva Ian, privo della vista, giace accanto al soldato, morto suicida. Cate, che nel frattempo era fuggita dalla finestra del bagno, ritorna portando con sé una bambina, trovata abbandonata nella città invasa dai soldati; alla morte di questa la seppellisce con una benedizione cristiana, sotto le assi del pavimento. Dopo che Cate se ne va, Ian, rimasto solo, si masturba, defeca, ride, piange, abbraccia il soldato morto e, vinto dalla fame, disseppellisce il cadavere della bambina e lo mangia. Quando Cate ritorna, con salsiccia e gin, ricevuti dai soldati in cambio di prestazioni sessuali, si siede vicino alla testa di Ian, incastrato tra le assi del pavimento, con la pioggia che gli gocciola sulla testa, e lo nutre. L'opera si chiude con Ian che rivolge a Cate un'unica parola: "Grazie".

## Ricezione critica

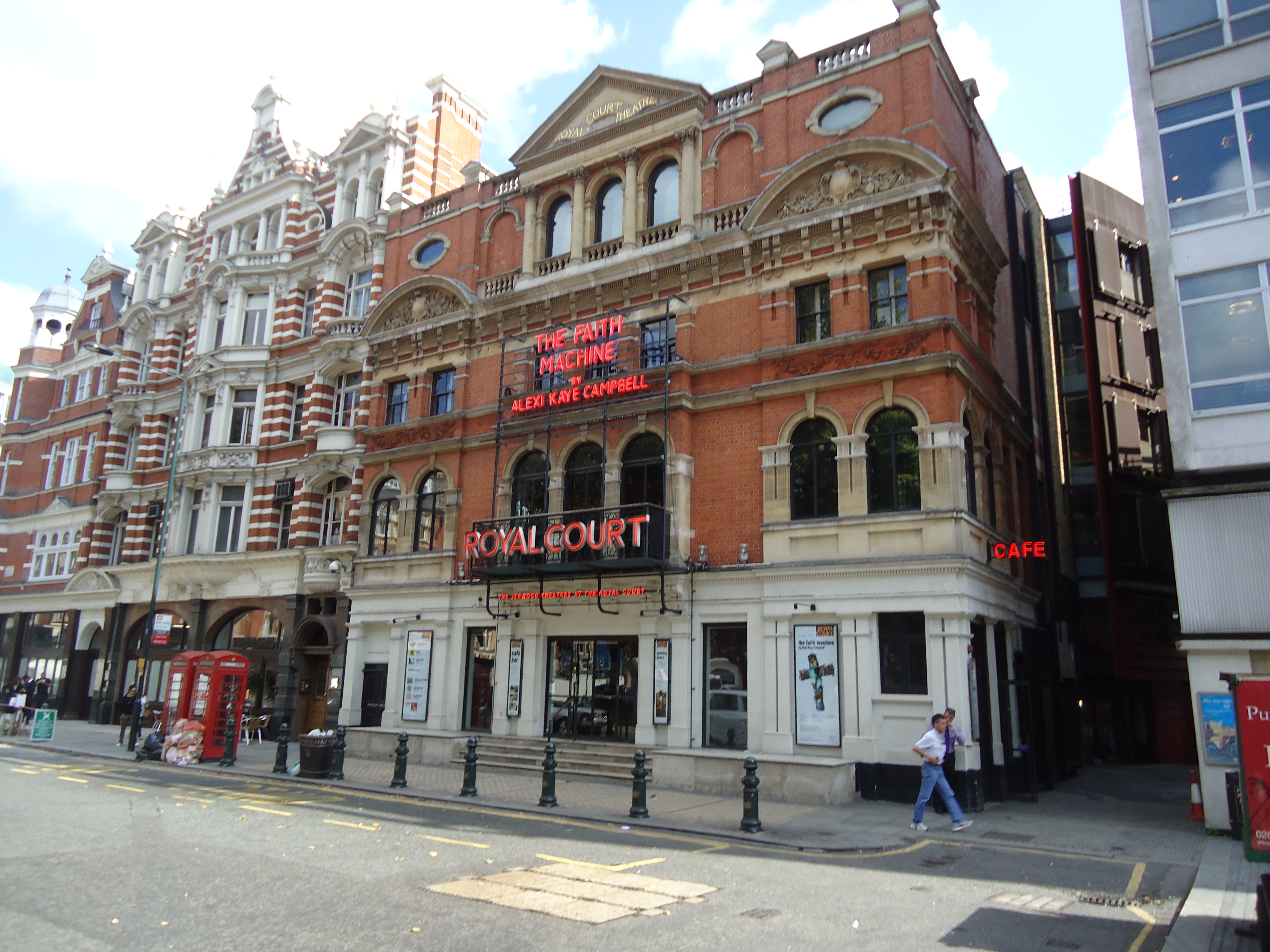
The Royal Court Theatre, dove nel 1995 debuttò Sarah Kane con Blasted

Lo spettacolo, pur essendo l'opera prima di una sconosciuta autrice ventitreenne, presentata ad una platea numericamente ristretta, diede luogo alla più grande controversia teatrale degli anni novanta: il suo regista, James Macdonald, qualche anno dopo il debutto, avrebbe definito l'opera "il meno visto e il più discusso dramma degli ultimi tempi”: rimasto in programma per circa tre settimane, in un teatro da 60 posti, il suo pubblico non superò di molto i 1.000 spettatori.
"Crudo nello stile, raccapricciante nei contenuti e sperimentale nella forma", Blasted ricevette recensioni fortemente e quasi unanimemente avverse, sia dai giornali conservatori che da quelli progressisti, spesso accompagnate da commenti ostili e indignati: il Daily Mail intitolò l'articolo This Disgusting Feast of Filth (Questo disgustoso banchetto di porcherie), il Daily Telegraph definì l'opera "un lavoro pigro e pacchiano senza un'idea in testa, oltre a un desiderio adolescenziale di scioccare"; il Guardian, attraverso il suo critico teatrale Michael Billington, ne riassunse i contenuti attraverso una lista di atti sessuali e di aberrazioni viste in scena: "masturbazione, fellatio, frottage, minzione, defecazione - ah, quelle vecchie feci familiari - stupro omosessuale, asportazione degli occhi e cannibalismo".
Altri drammaturghi, come Edward Bond e Harold Pinter ne elogiarono invece l'invenzione e il coraggio; Caryl Churchill lo definì "un'opera tenera [...] in grado di muoversi nel surreale per mostrare i collegamenti tra la violenza locale, domestica e le atrocità della guerra". Nel 2001, quando l'opera venne ripresentata nella sala principale del Royal Court, Blasted era ormai considerata una delle opere teatrali più importanti del suo decennio, già da qualche anno rivalutata anche dagli stessi critici, come ad esempio Michael Billington, che l'avevano stroncata al suo debutto.
Fuori del Regno Unito, Blasted venne accolto favorevolmente e riconosciuto come uno dei più importanti spettacoli britannici del decennio: soprattutto in Germania, ma anche in Italia le opere di Kane ricevettero un'ampia diffusione.
In Italia venne presentato per la prima volta al Teatro della Limonaia di Sesto Fiorentino nell'ottobre del 1996, pochi giorni dopo il debutto europeo ad Amburgo.

## Genesi dell'opera

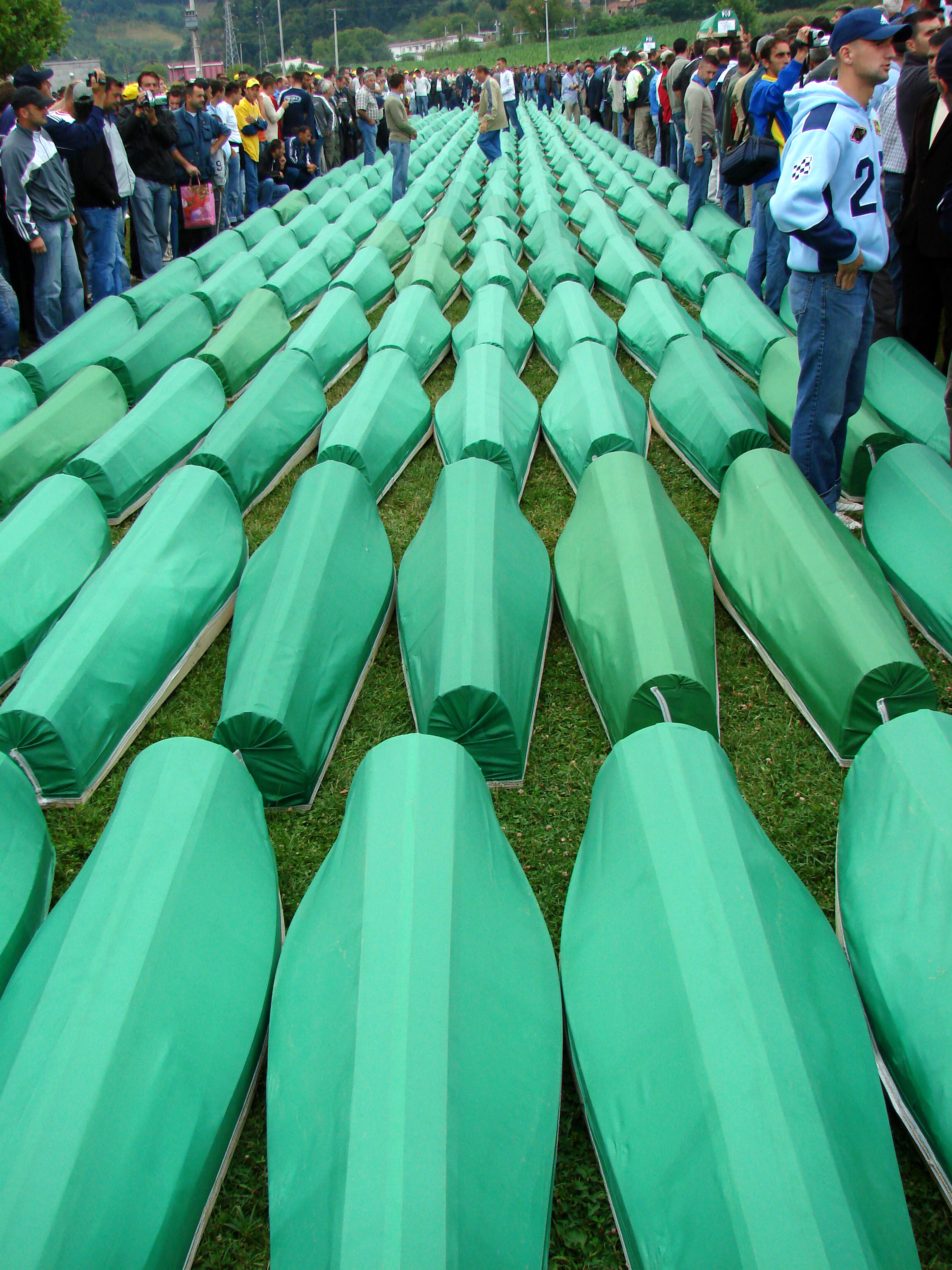
La sepoltura nel 2007 di 465 vittime identificate del massacro di Srebrenica

Kane iniziò a comporre la sceneggiatura di Blasted mentre stava studiando a Birmingham, nel 1993; rappresentò quello che poi sarebbe diventato l'inizio, la Scena Prima dell'opera successiva, alla fine del suo anno di master di drammaturgia tenuto da David Edgar, dopo una serie di prove cariche di tensione, durante le quali molti studenti rifiutarono la loro collaborazione per le battute razziste e le scene di sessualità estreme che il dramma prevedeva.
Al suo debutto assistette l'agente Mel Kenyon che rimase colpita da questo spettacolo e lo propose come potenziale progetto alla Royal Court, aprendo così la strada alla carriera teatrale di Sarah Kane.
Questo lavoro venne inizialmente definito dalla sua autrice "un'opera teatrale su due persone in una stanza d'albergo, in cui c'era un completo squilibrio di potere, che ha portato l'uomo più anziano a violentare la donna più giovane".
Mentre era ancora impegnata nella sua scrittura, assistette ad un servizio sull'assedio di Srebrenica, trasmesso al telegiornale, che la indusse a interrogarsi sulle possibili connessioni tra lo stupro nella stanza di un albergo di Leeds, da lei previsto nel dramma, e gli avvenimenti in Bosnia: la risposta che si diede fu che esisteva un continuum morale ed emotivo fra i due eventi: "uno è il seme, e l'altro l'albero. Penso che i semi di una guerra su vasta scala possano sempre essere trovati nella civiltà in tempo di pace". Avrebbe confermato questo concetto in un'altra intervista: «La conclusione logica dell'atteggiamento che produce uno stupro isolato in Inghilterra sono i campi di stupro in Bosnia, e la conclusione logica del modo in cui la società si aspetta che gli uomini si comportino è la guerra."
In Blaster, la frattura tra la prima metà dell'opera, focalizzata sulle dinamiche di relazione fra un uomo e una donna in una stanza d'hotel, e la seconda parte in cui questo spazio privato viene trasformato in uno scenario di guerra, è frutto del cambiamento avvenuto durante il processo creativo, determinato dalle notizie che giungevano dalla guerra civile in atto nella ex Jugoslavia. Nella versione definitiva, tuttavia, la nazionalità e l'etnia del soldato, senza nome, non sarebbero state esplicitate, né sarebbe mai comparso alcun riferimento al conflitto bosniaco.

## Influenze
Kane indicò in un'intervista gli autori cui si era ispirata e che informano la struttura compositiva di Blasted: "Per me ci sono tre sezioni: la prima è stata molto influenzata da Ibsen, la seconda da Brecht e la terza da Beckett.”

### Samuel Beckett

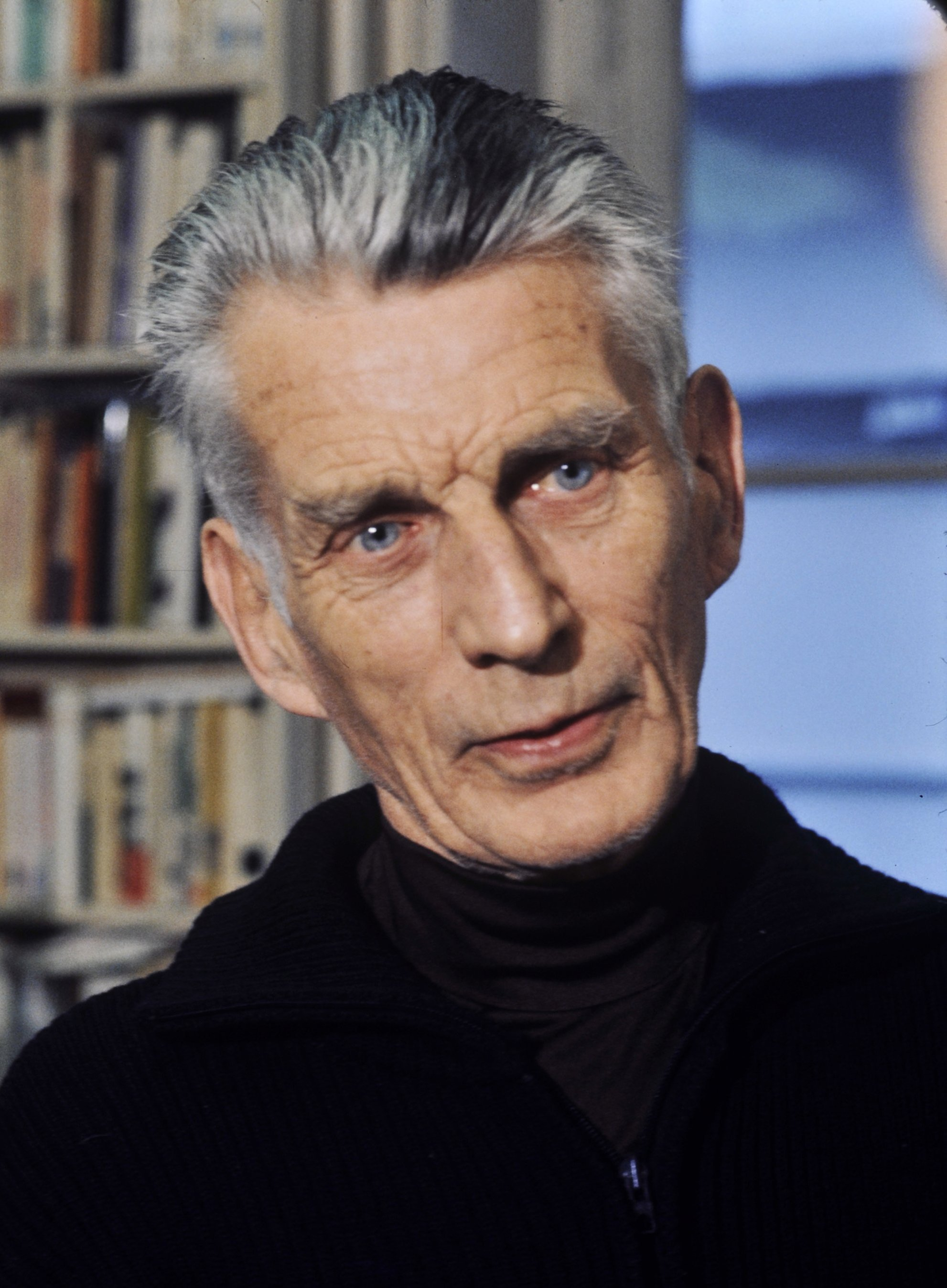
Samuel Beckett, 1977

L'influenza di Beckett è evidente non solo nello stile, nell'uso di un linguaggio essenziale, ma anche nella condivisione di temi e immagini presenti nella sua opera più nota, Aspettando Godot, La relazione di reciproca dipendenza di Ian e Cate risulta simile a quella di Vladimir/Estragon, i due vagabondi che, nell'attesa di qualcosa che non si compie, non riescono a separarsi, e a quella della coppia padrone/servitore Pozzo/Lucky: nonostante quest'ultimo sia vessato e tenuto al guinzaglio da Pozzo, quando avrà la possibilità di liberarsi da lui, non riuscirà a farlo. Comune alle due opere è anche il motivo dell'intrappolamento, del confinamento in uno spazio angusto, delimitato, una sorta di rifugio (la camera d'albergo, l'albero), dal quale i protagonisti non riescono a distaccarsi. 
Nella scena quarta di Blasted, la condizione in cui si trovano Cate e Ian, dopo lo stupro subito da quest'ultimo da parte del soldato e il ritorno della ragazza in albergo, richiama, a ruoli invertiti, quella in cui si trova la coppia di Beckett in Giorni Felici, con Winnie sepolta fino al collo nella sabbia, mentre Willie è ancora in grado di muoversi. Qui Cate è libera di muoversi, mentre Ian, accecato, intrappolato, con la testa che esce dalle assi del pavimento, "costretto nella posizione passiva del femminile", desidera una fine che non arriva mai.

### Shakespeare
(Sarah Kane, Intervista, cit. in Saunders, p. 58)

Kane dichiara espressamente fra le fonti di Blasted il Re Lear di Shakespeare, una delle opere più cupe del Bardo. Ne avrebbe avviato la rielaborazione fin dalle prime bozze di Blasted, quando era studentessa a Birmingham: la scena della tempesta che infuria nella brughiera in cui Lear viene abbandonato dal Duca di Cornovaglia (Re Lear, Atto terzo, Scena II), e che lo porta a perdere la ragione, trova il suo equivalente drammatico nella scena della bomba che colpisce la camera d'albergo in cui si trovano Ian e Cate, un'esperienza catastrofica che, attraverso la figura del soldato, conduce Ian in uno stato di terrore e di assoluta solitudine, gli fa scendere tutti i gradini della condizione umana.

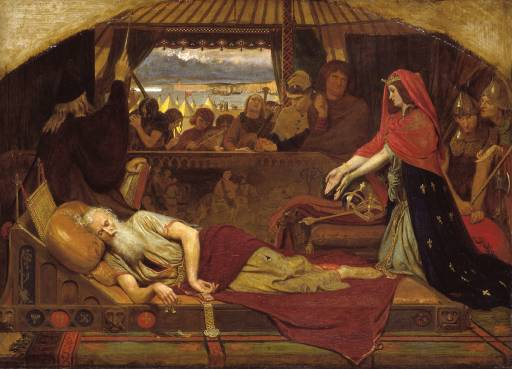
Lear e Cordelia, dipinto di Ford Madox Brown, 1848

Così precisa Kane: "Ho deciso di prendere le attività umane più basilari - mangiare, dormire, masturbarsi, cagare - e vedere quanto possono essere orribili quando sei davvero solo, il che è piuttosto orribile. Ma, come una scena di tempesta allo stesso modo di Re Lear, suppongo che lo diventi, perché Ian scende più in basso che può - lo fa davvero.
Anche la scena precedente, chiamata dalla stessa Kane "la scena di Dover di Ian", in cui quest'ultimo tenta inutilmente di suicidarsi con la pistola del soldato, fornitagli da Kate su sua richiesta, dopo averne estratto i proiettili, richiama una scena di Lear, quella in cui Gloucester accecato chiede al figlio Edgar di aiutarlo a buttarsi dalla scogliera di Dover, e viene da questi ingannato per impedirne il suicidio (Lear, Atto quarto, Scena VI).
Graham Saunders, nel suo studio sull'influenza di Re Lear nel teatro di Sarah Kane, osservando come quest'ultima avesse definito questo dramma di Shakespeare "una commedia sulla paternità", rileva come ulteriore connessione fra le due opere la presenza in Blasted della figura dei padri - "sinistri o assenti" sia ricorrente; Cate afferma che le sue crisi sono riapparse da quando il padre è tornato a casa; Ian, alla vista del bambino trovato da Cate abbandonato in zona di guerra, alle preoccupazioni di questa su come prendersene cura, risponde: "Cacano e piangono. Non c'è niente da fare"; la disparità di età tra Ian e Cate e l'abitudine di quest'ultima di succhiarsi il pollice, nella prima parte di Blasted può essere letta nei termini di un perverso rapporto tra padre-figlia.
Un'altra rivisitazione della tragedia shakespeariana, infine, sarebbe proposta da Saunders nell'immagine di Lear che "scivola verso la morte" ("crawl toward death", Lear, Atto I, Scena I, 41) e viene fermato dalla figlia Cordelia, da lui rimproverata per volerlo "trarre dalla tomba" ("You do me wrong to take me out o’ the grave", Lear, Atto IV, Scena VII, 38), dalla quale, secondo lo studioso, deriverebbe la scena di Ian accecato, in attesa della morte, che striscia sotto le assi, dove si trova la tomba della bambina.

### Hooliganismo

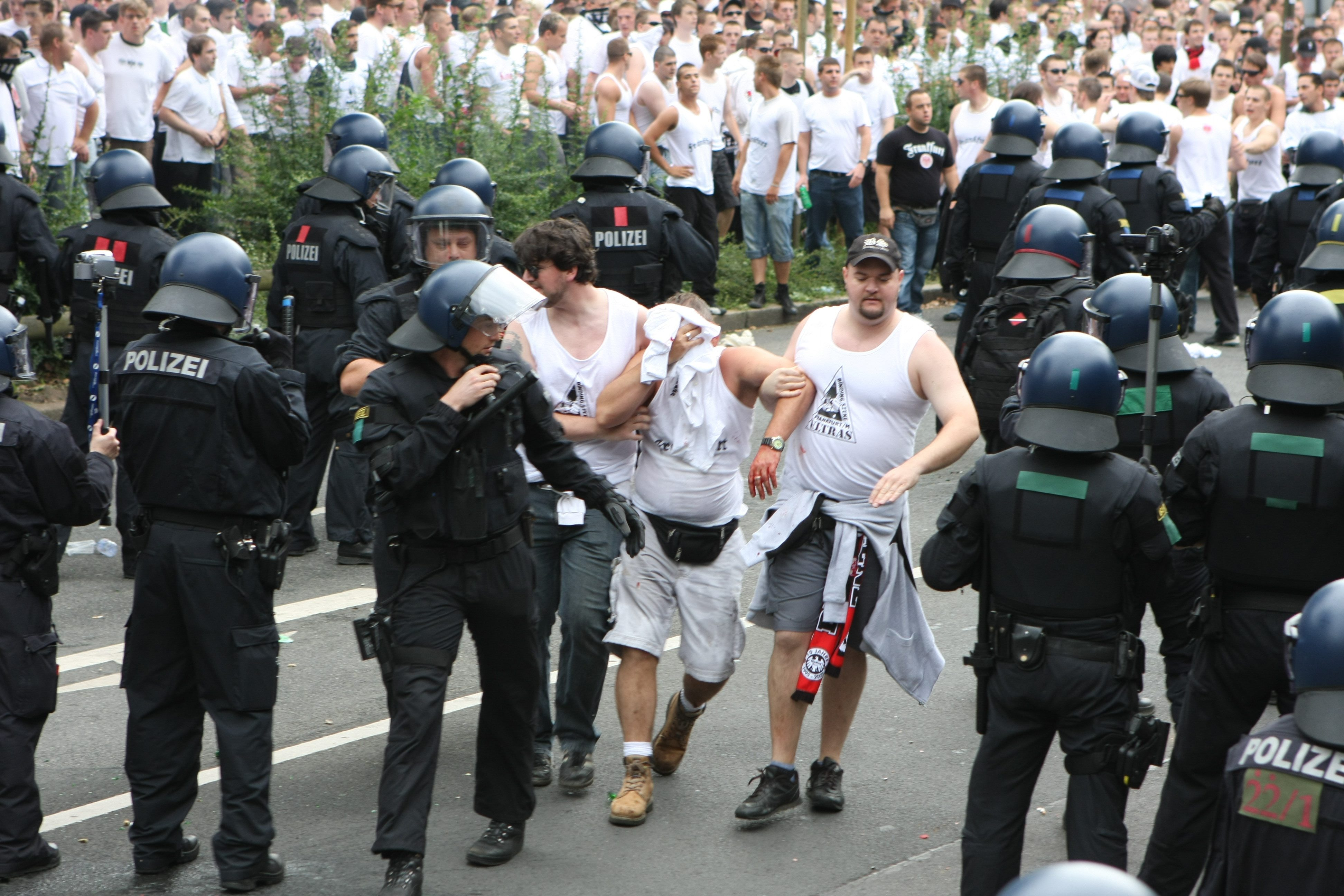
Ultras della squadra di calcio tedesca Eintracht Frankfurt, 2009

Se l'accecamento di Ian per mano del soldato, una delle scene giudicate più cruente da parte del pubblico e dei critici, viene generalmente indicato come uno dei legami più evidenti tra Blasted a Re Lear, dalle interviste rilasciate da Kane si apprende tuttavia che tale collegamento sarebbe stato da lei messo a punto solo in un secondo momento. La sua prima fonte di ispirazione risiederebbe in un fatto di cronaca calcistica, avvenuto intorno alla metà degli anni ottanta: durante una rissa in cui furono coinvolti i Red Devils del Manchester United, un poliziotto sotto copertura sarebbe stato picchiato e un teppista, dopo avergli afferrato la testa, gli avrebbe succhiato un occhio, poi masticato e sputato sul pavimento; Kane, appassionata di football, spesso usato come riferimento nelle sue considerazioni sul teatro, avrebbe appreso di questo fatto dalla lettura di un libro sul teppismo nel calcio nel Regno Unito dello scrittore statunitense Bill Buford, Among the Thugs: The Experience, and the Seduction, of Crowd Violence (1990).
Un altro riferimento al calcio in Blasted è rappresentato dalla difesa di questo sport assunta da Cate nella scena Prima: "Mi piace il calcio... Perché è bello", afferma dopo la diretta correlazione tra tifosi e teppisti pronunciata da Ian: "Hitler ha sbagliato con gli Ebrei a chi hanno fatto del male i finocchi doveva far fuori i finocchi i negri e quegli stronzi di tifosi di calcio mandava un bel bombardiere su Elland Road e li faceva fuori tutti".
L'hooliganismo in Gran Bretagna della metà anni ottanta è indicato dalla studiosa di teatro britannico Helen Iball, nella sua guida alla lettura di Blasted, come una delle aree chiave che, a suo parere, costituiscono il contesto sociale, economico e politico entro il quale l'opera è nata e si è sviluppata, e sicuramente uno dei semi da cui è germogliato il personaggio del Soldato. Le altre aree individuate dalla studiosa, oltre alla Guerra civile nei Balcani negli anni '90, da cui prende spunto Blasted, sono il fenomeno del teatro In-Yer-Face e la generazione soprannominata "i figli di Thatcher", contesti artistici e sociali entro i quali Kane maturò le sue opere.

### In-Yer-FaceeNew Jacobeanism

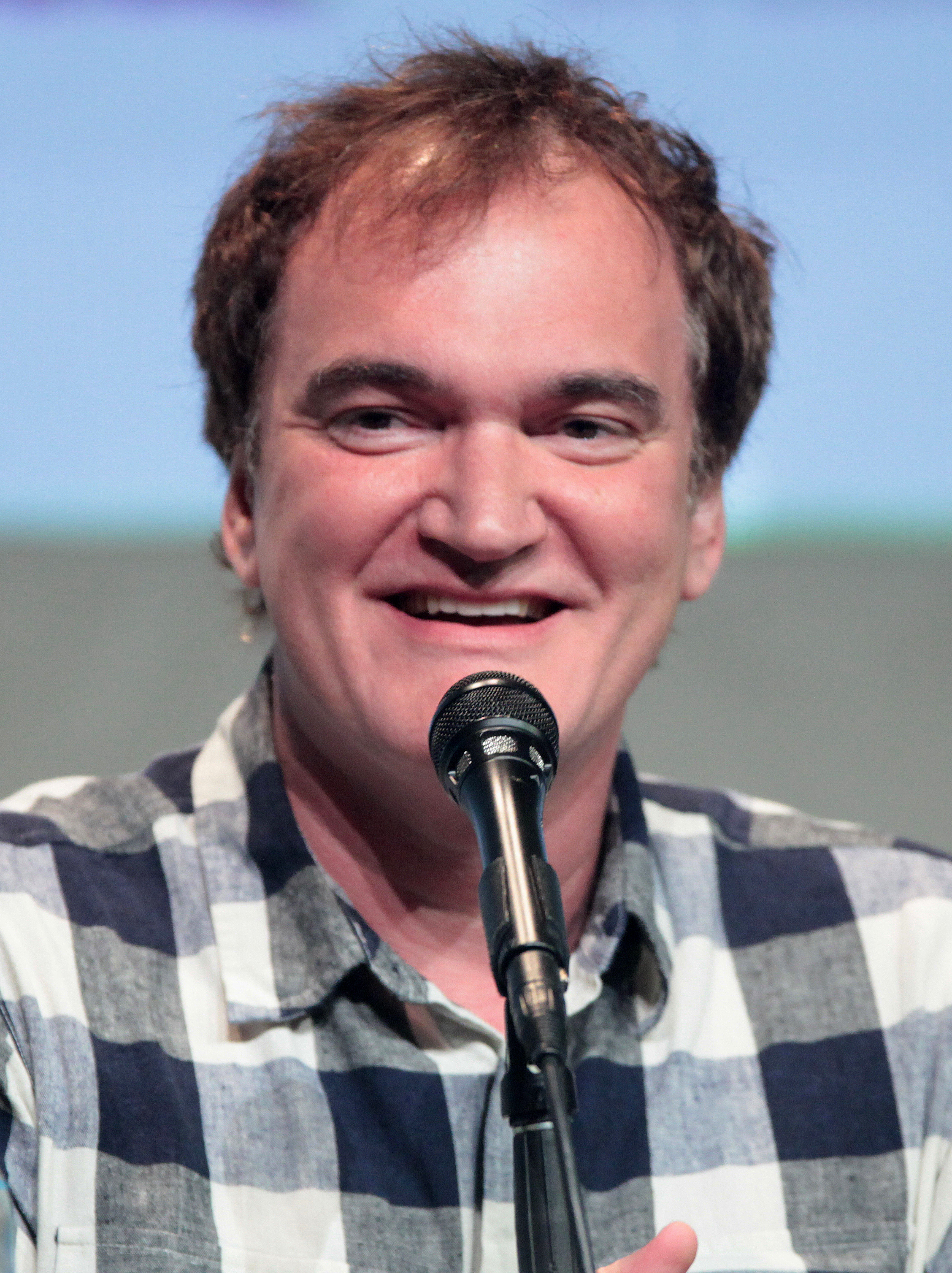
Il regista Quentin Tarantino, 2015

Aleks Sierz, nel suo studio pubblicato nel 2001 sul nuovo teatro britannico degli anni Novanta, In-Yer-Face Theatre: British Drama Today, indicò Blasted e la sua autrice come uno dei rappresentanti di quel rinnovamento del teatro britannico fiorito in Gran Bretagna nell'ultimo decennio del secolo, promosso da giovani drammaturghi poco più che ventenni, da lui denominato In-Yer-Face Theatre, caratterizzato da una forma di teatro viscerale, inteso a provocare allarme suscitando sensazioni estreme, scioccando gli spettatori attraverso una scrittura particolarmente aggressiva e scene incentrate su violenza, sesso, uso di droghe, che trasformarono il linguaggio del teatro degli anni novanta, "rendendolo più diretto, crudo ed esplicito".

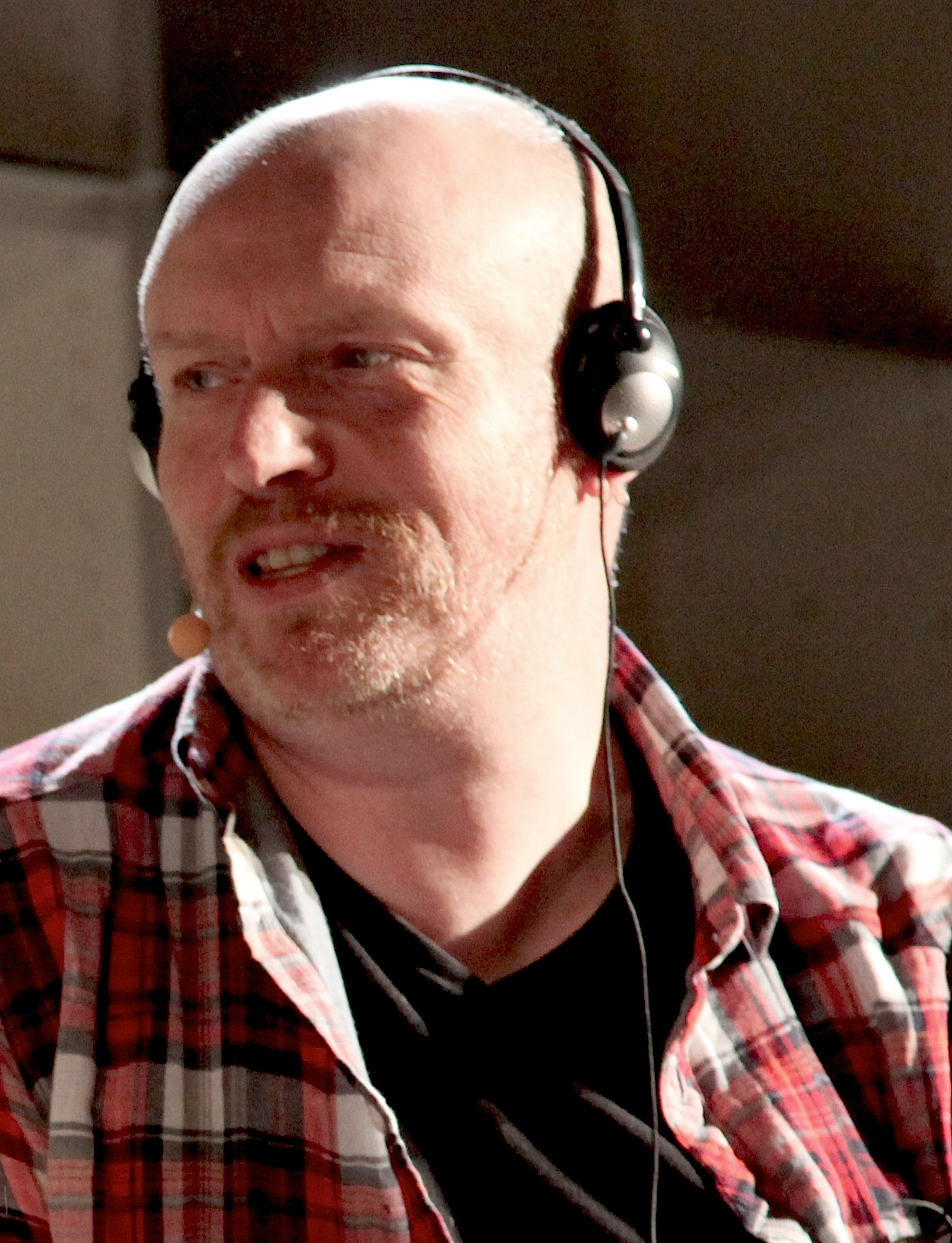
Mark Ravenhill

Per la notorietà e l'impatto ottenuto, Blasted venne letto come il fulcro di questa generazione di scrittori e drammaturghi, giovani disillusi, "i figli disorientati della signora Thatcher", che rifiutavano qualsiasi codice morale vincolante o comune senso di decenza, rappresentando una Gran Bretagna allo sbando; di essa facevano parte, oltre a Sarah Kane, scrittori come Mark Ravenhill, Phyllis Nagy, Anthony Neilson, Joe Penhall, Rebecca Prichard e Michael Wynne, raccolti intorno al Royal Court, diretta dal 1993 da Stephen Daldry, che commissionò loro diversi lavori teatrali. Scrive Sierz in uno degli articoli che precedono il suo libro: "proprio come Hollywood stava riscoprendo il potere attrattivo di film controversi e violenti come Pulp Fiction o Natural Born Killers, nel teatro britannico stava prendendo piede la violenza come un modo per esplorare le questioni sociali".
Con questo genere teatrale, indicato anche con neologismi alternativi come "New Brutalism", "Theatre of Urban Ennui' (il Teatro della noia urbana), "Britpack" Sarah Kane rifiutò sempre di identificarsi, ritenendo che l'appartenenza a qualsiasi movimento fosse "esclusiva piuttosto che inclusiva".
Graham Saunders, intervenendo sulla possibile vicinanza dell'opera di Kane con un particolare gruppo di drammaturghi, ha invece indicato una precedente generazione di scrittori, emersi tra la fine degli anni '60 e l'inizio degli anni '70, soprannominati "New Jacobeanists", che includevano Edward Bond, Peter Barnes, Howard Brenton e Howard Barker, con cui Kane avrebbe condiviso l'ossessione per la rappresentazione della violenza e il fascino del grottesco, accompagnati da un mordente umorismo nero. Kane nutriva un'ammirazione profonda per Edward Bond, autore di Saved, che al pari del suo Blasted aveva sollevato un enorme scandalo fra pubblico e critici dopo la sua rappresentazione, e ammise apertamente che egli rappresentò la principale ispirazione delle sue opere. Da studentessa universitaria, Kane aveva interpretato il ruolo principale di Bradshaw, il giudice che firmò la condanna a morte di Carlo I, nella commedia Victory (1983) di Howard Barker, il teorizzatore del cosiddetto "Teatro della catastrofe”.

## Stile e struttura
(Sarah Kane, in Langridge e Stepenson, Rage and Reason, p. 130)

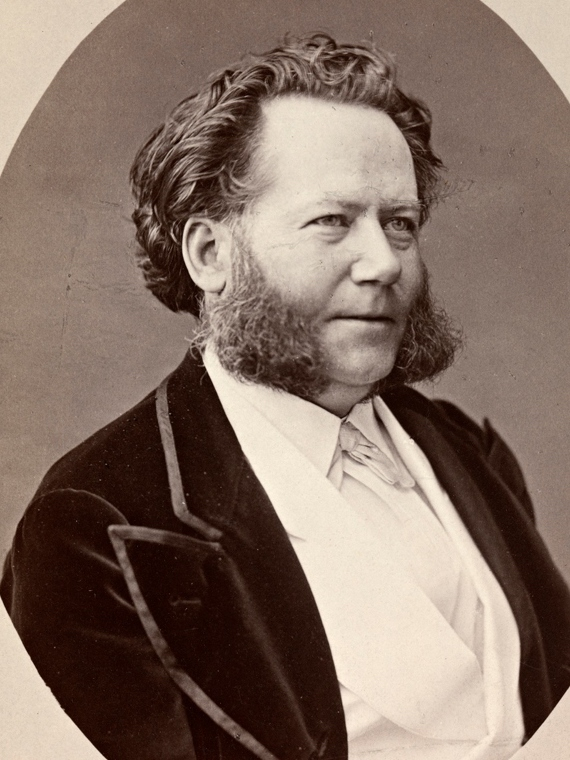
Henrik Ibsen, 1869

Secondo lo studioso britannico Graham Saunders la prima metà di Blasted rappresenta "un esempio da manuale di struttura drammatica ibseniana e cecoviana". Le indicazioni di scena con cui si apre l'opera definiscono immediatamente Ian attraverso le azioni e le sue prime battute: “Ian entra; getta un mucchietto di giornali sul letto, va dritto verso il minibar e si serve un generoso bicchiere di gin": sono indizi della sua professione e dei suoi vizi: è un giornalista ed un alcolista. Guardandosi intorno dice: "Ho cacato in posti migliori di questo" e, dopo aver riposto una pistola carica sotto il cuscino, dice rivolgendosi a Cate: “dai la mancia al negro quando porta su i panini". Questi ulteriori elementi, indicativi del suo carattere, suggeriscono allo spettatore che si tratta di una persona sgarbata, cinica e razzista, che probabilmente nasconde, dietro la sua professione, qualche altra segreta e opaca attività.
L'opposta personalità di Cate viene espressa usando lo stesso schema: "Cate entra in camera. Posa la borsa a terra e molleggia sul letto. Gira per tutta la stanza, guardando in ogni cassetto, toccando tutto, annusa i fiori e sorride" ed esclama: "Stupendo". Quando risponde ai primi attacchi di Ian, balbetta; due volte, nel corso del dramma, si succhia il pollice, come una bambina, amplificando la sua innocenza, l'abuso e lo squilibrio, anche generazionale, che marca il suo rapporto con Ian.
La struttura che domina le prime due scene dell'opera, la caratterizzazione dei personaggi, sono concordemente ritenute dai critici di impronta naturalistica. Sul finire della seconda scena, con l'arrivo del soldato, la struttura teatrale tradizionale viene soppiantata, senza alcun preavviso, con l'obbiettivo, dichiarato da Kane, di far coincidere forma e contenuto; l'ambientazione scenica e quello che sembrava il soggetto centrale d'indagine - la complessa e distruttiva relazione fra Ian e Cate - si frantumano; "il personale e il politico" vengono connessi sulla scorta della convinzione di Kane, che lo stupro in un camera di Leed abbia una relazione con la guerra e i massacri in Bosnia.
L'autrice precisa in un'intervista: "In termini di unità di Aristotele, il tempo e l'azione vengono interrotti, mentre l'unità del luogo viene mantenuta": dopo che un colpo di mortaio dilania l'albergo, si crea una contiguità tra la civiltà e la sicurezza della Gran Bretagna in tempo di pace rappresentata dalla lussuosa e confortevole camera d'albergo e la guerra sconosciuta che irrompe dal mondo esterno, in cui i protagonisti e gli spettatori si trovano improvvisamente catapultati, come dentro ad un incubo: "il dramma porta il conflitto "straniero" a Leeds" e gli spettatori diventano testimoni delle sue atrocità.
In questa seconda parte lo stile si fa prettamente simbolico, surreale, la scena assume i contorni di un paesaggio onirico; come dirà Kane, la forma tradizionale viene sconvolta, posta in "parallelo diretto con la verità della guerra che ritrae", il dramma precipita "in una fossa caotica senza spiegazione logica". Le indicazioni di scena e le informazioni precedentemente fornite dalla drammaturga sui personaggi non servono a chiarire la loro successiva condotta né a interpretare l'evoluzione del dramma, connotato da un crescendo di atrocità e di atti di violenza scioccanti, percepiti perlopiù dai critici come del tutto gratuiti, e invece attentamente preparati da Kane: "La mia intenzione era quella di essere assolutamente sincera riguardo agli abusi e alla violenza. Tutta la violenza nella commedia è stata accuratamente pianificata e drammaticamente strutturata per dire quello che voglio sulla guerra". E ancora: "La guerra è confusa e illogica, quindi è sbagliato usare una forma prevedibile. Gli atti di violenza accadono semplicemente nella vita, non hanno un accumulo drammatico e sono orribili. Così è nel dramma."
Nella recensione con cui il giornalista Jack Tinker stronca Blasted, scrive che l'autrice "offre al suo pubblico a malapena un indizio sul motivo per cui i suoi personaggi dovrebbero comportarsi in quel modo”: restano poco comprensibili la permanenza di Cate nella camera, dove che Ian l'ha stuprata, e l'atto sessuale che lei compie su di lui; le sevizie cui il soldato sottopone Ian, il ritorno di Cate nell'albergo con una bambina presa in custodia, l'atto di cannibalismo di Ian, il prostituirsi di Cate per guadagnare una razione di cibo che poi divide con Ian, ma soprattutto l'assenza, da parte di Kane, di una condanna morale e di un'indicazione delle cause della violenza portata sul palco.
Kane non riteneva di dover assumere questo compito, lasciando ogni spettatore libero di cogliere quanto lo spettacolo gli stava offrendo. In un'intervista radiofonica ammise lo sconcerto che questa sua scelta poteva comportare: "Non credo che Blasted sia un'opera morale, penso che sia amorale, e penso che uno dei motivi per cui le persone sono rimaste terribilmente sconvolte è perché non c'è un quadro morale ben definito all'interno del quale collocarsi e valutare la propria moralità e quindi prendere le distanze dal materiale".
Alla fine di Blasted, Ian e Cate si comportano in modo diverso rispetto all'identità definita inizialmente, assumendo un ruolo fluido: Ian da manipolatore aggressivo diventa vittima del soldato; dopo essere stato stuprato e accecato, il suo corpo e le sue funzioni corporee - masturbarsi, tentare di strangolarsi, cagare, ridere istericamente, avere un incubo, piangere, mangiare la bambina - hanno il sopravvento sulla sua coscienza, riducendolo ad un puro stato di animalità, contraddetto tuttavia dalle sue ultime parole di ringraziamento rivolte a Cate; l'ingenua e insicura Cate, vittima delle sue avances e del successivo stupro, diventa, di fronte alla guerra, una "resiliente sopravvissuta" e agisce nei confronti di Ian come una "generosa benefattrice".
La maggior parte dei critici e del pubblico era allora abituata ad assistere ad opere teatrali con soggetti definiti, calate in un mondo identificabile, rette da un chiaro punto di vista: Kane rompe questa sicurezza, rifiutando le convenzioni del realismo. Blasted non ha una trama convenzionale, i suoi personaggi sfuggono alla verosimiglianza psicologica, Cate e Ian non sono catalogabili nelle opposizioni binarie e negli stereotipi di genere vittima/carnefice, la loro condotta viene avvertita come incoerente, vanifica lo sforzo dello spettatore di comprendere il loro punto di vista; l'ambiguità del dramma lascia spazio a molteplici letture, la sperimentazione della forma e la frammentazione della struttura producono disorientamento.
Secondo Stephen Daldry, allora direttore artistico del Royal Court Theatre, la causa dell' "ondata di ostilità" che accolse il debutto di Blasted sarebbe da attribuire non alla violenza sessuale e fisica che informa il dramma, ma alla rottura, volutamente operata da Kane, tra la parte iniziale e quella seguita all'arrivo del soldato, quando si impone la dimensione simbolica e metaforica antirealista; i critici si sarebbero sentiti incapaci di dare un senso alla struttura e al contenuto dell'opera, respinta con disprezzo e ritenuta non degna di essere considerata teatro, implausibile perché valutata pregiudizialmente con i soli parametri del realismo; uguale accoglienza era stata riservata in precedenza a opere come Aspettando Godot (1952) di Samuel Beckett e Il compleanno (1957) di Harold Pinter.

## Edizioni
La prima edizione di Blasted viene pubblicata a Londra nel 1995 per i tipi di Methuen, in un'antologia intitolata Frontline Intelligence 2: New Plays for the Nineties, che comprende, oltre a Blasted, Foreign Lands di Karen Hope, Hurricane Roses by David Spencer, The Life Of The World To Come by Rod Williams.
L'edizione successiva, del 1996, viene pubblicata da Methuen unitamente alla seconda opera di Kane, Phaedra's Love.
Nel 2001 Methuen raccoglie in un unico volume, dal titolo Complete Plays, con un'introduzione di David Greig, le cinque opere della drammaturga, compresa Blasted.

### Traduzioni italiane
La prima traduzione, a cura di Renata Palminiello, utilizzata per la messa in scena dell'opera nel 1996, è stata pubblicata con il titolo di Dannati nel volume Intercity Plays 2 uscito in occasione del Festival Intercity organizzato dal Teatro della Limonaia.
Ad essa è seguita la prima versione di Barbara Nativi, Blasted (Dannati), apparsa nel volume Nuovo teatro inglese (1997), e quella definitiva, della stessa traduttrice, con il titolo di Dannati, pubblicata nel volume di Sarah Kane pubblicato nel 2000 dall'editore Einaudi, dal titolo Tutto il teatro, curato da Luca Scarlini.